# Virginia, la monja de Monza
Virginia, la monja de Monza es un film de la RAI, estrenado exclusivamente en dicho canal en el año 2005.

## Elenco
- Giovanna Mezzogiorno, como Virginia María de Leyva.
- Stefano Dionisi, como Paolo Osio.
- Toni Bertorelli, como el Comendador Martín de Leyva.
- Renato Scarpa, como Martín de Leyva (hijo)
- Delia Boccardo, como Mariana Osio.
- Xabier Elorriaga, como el Cardenal Borromeo.
- Elia Schilton

## Comentarios
Narra la vida de la religiosa benedictina Sor Virginia María de Leyva [1575-1622] (encarnada por Giovanna Mezzogiorno), comienza desde su adolescencia, su forzada entrada al monasterio, sus idilios con Paolo Osio, el Duque de Monza (Stefano Dionisi), hasta sus últimos años de vida, cuando Sor Virginia se reencuentra con su hija Mariana Osio (Delia Boccardo).